# ملالار (تووز)
ملالار (به لاتین: Mollalar) یک منطقه مسکونی در جمهوری آذربایجان است که در شهرستان تووز واقع شده است. ملالار ۱۹۷ نفر جمعیت دارد.